# Superficie torica
Una superficie torica K, in geometria descrittiva, viene ottenuta dal movimento rotatorio di una conica non degenere g, detta generatrice, lungo una direttrice conica, anch'essa, non degenere d, detta direttrice.

## Classificazione delle superfici toriche

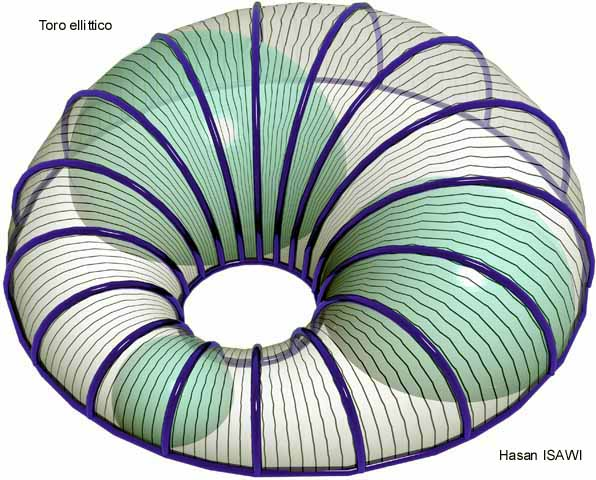
L'immagine visualizza un toro ellittico a generatrice variabile circolare.

Toro ellittico a generatrice variabile

Esistono due criteri per poter classificare, in modo sufficiente, una superficie torica K.
Un primo criterio fa riferimento al tipo di trasformazione geometrica che subisce la generatrice g, per cui un toro può essere chiamato, rispettivamente:
- toro a generatrice costante
- toro a generatrice variabile (vedi figura a lato),

L'altro criterio fa riferimento al tipo di direttrice conica che può assumere una superficie torica, per cui un toro può essere chiamato, rispettivamente:
- toro circolare
- toro ellittico (vedi figura a lato), a differenza della torica circolare che ha come direttrice circolare, la torica ellittica ha come direttrice un'ellisse. La torica ellittica si ha in generale come inviluppo di una trasformazione omotetica di tre ellissoidi. Sezionando i quali si ha tre ellissi omotetiche, ovvero con eccentricità uguale, le quali sono tangenti ad altri due ellissi Delta Gamma in modo che siano tutte interni ad una, ad esempio Delta, e contemporaneamente esterni all'altra Gamma. Queste due ellissi Delta e Gamma rappresentano le direttrici di bordo della torica. Tutte le ellissi omotetiche alle tre ellissi-sezione, e tangenti le due ellissi di bordo delta e Gamma hanno come centri dei punti appartenenti ad un'ellisse che l'asse direttore della torica.

- toro parabolico

- toro iperbolico

Per esempio, nella figura posta di lato vi è una rappresentazione di un tipo di toro che chiameremo, secondo i sopradetti criteri, "Toro ellittico a generatrice circolare variabile".